# 中央高速公路 (韓國)
中央高速公路（：／ Jungang gosokdoro */?），是連接韓國釜山廣域市沙上區和江原道春川市的一條高速公路，因路線與中央線鐵路平行得名。其中大邱至釜山一段（長約91公里）為大邱釜山高速公路。有一條支線（即中央高速公路支线），連接金海與梁山。
1994至2001年分段開通。